# Flat Islands
Die Flat Islands (sinngemäß aus dem Englischen übersetzt Flache Inseln) sind eine kleine Inselkette von 4 km Länge vor der Mawson-Küste des ostantarktischen Mac-Robertson-Lands. Sie liegen mit nordost-südwestlicher Ausrichtung 3 km südwestlich von Welch Island im östlichen Teil der Holme Bay und werden durch die Kista Strait von der Festlandküste getrennt.
Norwegische Kartografen kartierten sie anhand von Luftaufnahmen, die bei der Lars-Christensen-Expedition 1936/37 entstanden. Sie benannten eine Inselgruppe am südlichen Ende der Kette als Flatøyholmane. Nach Vermessungen im Rahmen der Australian National Antarctic Research Expeditions übertrug das Antarctic Names Committee of Australia (ANCA) den Namen auf die gesamte Inselkette und übersetzte ihn dabei ins Englische.